# Ritonia humbertii
Ritonia humbertii är en akantusväxtart som beskrevs av Raymond Benoist. Ritonia humbertii ingår i släktet Ritonia och familjen akantusväxter. Inga underarter finns listade i Catalogue of Life.